# Форд Префект
Форд Префект (англ. Ford Prefect) — персонаж серії романів «Путівник Галактикою» британського письменника Дугласа Адамса. Це єдиний персонаж, окрім головного героя Артура Дента, який з'являється в усіх книгах саги. Форд — досвідчений космотурист, друг Артура (а також його рятівник під час несподіваного знищення Землі для створення нової гіперкосмічної магістралі на початку книги). Форд насправді є журналістом-прибульцем та польовим дослідником для самого «Путівника», а не безробітним актором з Гілфорда, як він колись стверджував.

## Ім'я
Хоча Форд проявив багато зусиль, щоб влитися у суспільство землян, він не обтяжував себе пошуками інформації про це саме суспільство і вважав, що ім'я «Форд Префект» майже не привертатиме увагу. Пізніше Адам пояснив у своєму інтерв'ю, що Форд «помилився з домінантною формою життя». Насправді ж «Форд Префект» — британська марка автомобіля, який випускали з 1938 по 1961. Цей факт пояснюється у фільмі, в сцені, де Форда майже збила машина (синій «Форд Префект»), з якою він намагався привітатись. За версією фільму, Артур рятує Форда, і цей випадок стає початком їхнього знайомства.
Згодом Адамс помітив, що цей жарт не зрозуміли у США, бо розцінили як помилкове написання слова «perfect» (укр. відмінний, досконалий). У деяких версіях перекладу (французькій та грецькій) ім'я Форда Префекта було замінене на «Форд Ескорт» (Ford Escort). У наш час молоді британці також не можуть зрозуміти цей жарт через поступове зникнення автомобіля. У фільмі прізвище Форда було згадано лише у титрах.
Справжнє ім'я Форда можна вимовити, тільки послуговуючись однією з мов Бетельгейзе, усі носії якої загинули в результаті «Великої Катастрофи падіння Хрунга (03758-й рік за Всегалактичним літочисленням)». Живим залишився лише батько Форда. Форд так і не навчився вимовляти своє химерне ім'я, і батько врешті-решт помер від сорому (смертельної хвороби у віддалених куточках Галактики). У школі Форда дражнили Іксом, що на мові Бетельгейзе V дослівно означає: «Хлопчик, який не здатний до ладу пояснити, що таке Хрунг і чому він упав саме на Бетельгейзе VII».

## Характер
Форд є наскрізним прагматиком із надзвичайно широким кругозором, набутим, безсумнівно, під час міжгалактичних подорожей. Він також полюбляє недоречні жарти та чорний гумор. Його роль як гіда по Всесвіту слугує для зв'язування розрізнених елементів сюжету. Форд не тільки рятує свого друга Артура, але й знайомить його з іншими головними героями — Зафодом, Тріліан і Марвіном — а також незвичними для землянина поняттями, такими як тізери, рибка-транслятор та багатофункціональність звичайного рушника. Інша особлива риса Форда — його постійний потяг до спиртного та розваг (на відміну від Артура, який надає перевагу чаю).
Дуглас Адамс зізнався, що з кожною новою книгою залучати Форда до розвитку сюжету ставало все складніше. Незважаючи на добрі наміри, неабиякий розум, винахідливість і хоробрість, Форд — дилетант у таких питаннях, як Одвічне Питання Про Суть Життя, Існування Всесвіту та про Все Інше.

## Зовнішність
Зовнішністю Форд Префект також не дуже вирізнявся. Руде, трохи кучеряве волосся він зачісував назад. Шкіра — тонка й прозора — так щільно обтягувала обличчя, що, здавалося, ось-ось трісне. У цьому обличчі, безсумнівно, було щось незвичайне, але ніхто не міг сказати, що саме. Можливо, застиглий погляд, що від нього у співрозмовника починали сльозитися очі. Можливо — надто широка посмішка, від якої здавалося, що він ладен вчепитися вам у горлянку.

Форду приблизно двісті років. У першій книзі серії зазначається, що Зафод Біблброкс викрав корабель «Золоте Серце» на день свого 200-річчя. Пізніше, в інших книгах, згадується, що Форд і Зафод ходили разом до школи і навіть навчалися в одному класі, тобто вони майже одного віку.

## Виконавці ролі
У радіопостановці Форда озвучив Джефрі Макгіверн, у телевізійній радіопостановці цю роль зіграв Девід Діксон. У повнометражному фільмі роль Форда виконав Мос Деф.